# アリス・ベイリー
アリス・アン・ベイリー（英語: Alice Ann Bailey, 1880年6月16日 - 1949年12月15日）は神秘主義関係の著作家で、神智学協会から派生した「アーケイン・スクール（不朽の知恵、秘教占星学）」の創立者。

## 生涯
イギリスのマンチェスターで、ベイリーはアリス・ラ・トロープ＝ベイトマン（ Alice La Trobe-Bateman）という名前で生まれた。9歳で両親が結核で死亡したため、妹とともに叔母に引き取られた。少女時代は、キリスト教福音主義の下で育てられた。1902年、22歳で教会の日曜学校の教師をしていた彼女は、インドに渡航しイギリス軍の福祉ワーカーとして働いた。その時、兵士だったウォルター・エバンスと出会い、1907年、27歳で、聖職者となったエバンスと結婚した。夫妻は新天地を求めてアメリカ合衆国へ渡航し、3人の子供ももうけた。しかし、夫婦関係はうまくいかず、結婚は破綻した。
米国では神智学協会に参加、ここでブラヴァツキーの著書に接し、協会員となった。1920年、アメリカ神智学協会で働く神智学者フォスター・ベイリーと再婚。その前年、大師（マハトマ）のジュワル･クールからのメッセージを受け取るようになったという。しかし、大師からの通信を受け取ることができるという主張は協会内で反発を呼び、のちに神智学協会を離れることになった。彼女の初の著書『イニシエーション』(Initiation, Human and Solar.）は、レッドビーターの『大師とその道』（1925年）より先んじて詳細な大師論を展開している。1922年、夫妻はルシファー出版社（後年、ルシス・トラストに改名）を設立。1923年、彼女は「アーケイン・スクール」（Arcane School）という団体を創設し、大師から受けたという教えを広めた。
ベイリーの運動はメシアニズムを核としながらも緩やかな連合体を形成したものであり、満月の夜に瞑想によりメシアや大師を招来させようとするこのグループは「フルムーン・メディテーション・グループ」と総称される。1949年、69歳の時、ニューヨークの病院で、その生涯を閉じた。
ベイリーは神智学の周期的歴史観と占星学を融合して、近い将来に「魚座の時代」から「水瓶座の時代」への移行が起こると主張した。水瓶座の時代の同義語として、現在と同じ意味でニューエイジという語を使用して、人口に膾炙するようになったのは、アリス・ベイリーからである。

## 著書
- 『意識の進化──アリス・ベイリーの講演録』The Consciousness of the Atom. (1922)
- 『魂の光──パタンジャリのラージャ・ヨガ経典』The Light of the Soul. (1927)
- 『魂とそのメカニズム』The Soul and Its Mechanism. (1930)
- 『知性から直観へ』From Intellect to Intuition. (1932)
- 『ベツレヘムからカルバリーへ』From Bethlehem to Calvary. (1937)
- Between War and Peace. 1942. (No ISBN. Published by Lucis Publishing Company)
- 『未完の自叙伝』The Unfinished Autobiography. (1951)
- 『ヘラクレスの労役』The Labours of Hercules: An Astrological Interpretation. (1974)

ジュワル・クール大師の教えとされる著作
- 『イニシエーション』Initiation, Human and Solar. (1922)
- 『秘教瞑想に関する手紙』Letters on Occult Meditation. (1922)
- 『宇宙の火・全4巻』A Treatise on Cosmic Fire. (1925)
- 『ホワイトマジック・上下』A Treatise on White Magic. (1934)
- 『新時代の弟子道・全6巻』Discipleship in the New Age. (1944)
- 『人類の問題』The Problems of Humanity. (1944)
- 『キリストの再臨』The Reappearance of the Christ. (1947)
- 『国家の運命』The Destiny of the Nations. (1949)
- 『グラマー──幻惑と錯覚の克服』Glamour: A World Problem. (1950)
- 『テレパシーとエーテル体』Telepathy and the Etheric Vehicle. (1950)
- 『新しい時代の教育』Education in the New Age. (1954)
- 『ハイラーキーの出現・上下』The Externalisation of the Hierarchy. (1957)
- 『秘教心理学・第一巻』Volume 1: Esoteric Psychology I. (1936)
- 『秘教心理学・第二巻・上下』Volume 2: Esoteric Psychology II. (1942)
- 『秘教占星学・上下』Volume 3: Esoteric Astrology. (1951)
- 『秘教治療・上下』Volume 4: Esoteric Healing. (1953)
- 『光線とイニシエーション・上下』Volume 5: The Rays and the Initiations. (1960)
- 『至聖への道』Serving Humainty (compilation). (1999)
- 『トランスヒマラヤ密教入門』Ponder on This (compilation). (2003)

## 関連書籍
- 土方三羊『アリス・ベイリー入門 - エソテリシズムとは何か』アルテ、2006年。
- 土方三羊『アリス・ベイリーを読む - エソテリシズムの死生観』アルテ、2007年。